# Massimo Bulleri
Massimo Bulleri, född 10 september 1977 i Cecina, Italien, är en italiensk basketspelare som tog OS-silver 2004 i Aten. Detta var Italiens  första medalj på 24 år i herrbasket vid olympiska sommarspelen. 2003 tog han med landslaget brons vid basket-EM i Sverige.